# Robert N. Hartzell
Robert Norris Hartzell (03 de junho de 1896 Greenville, Ohio — 11 de dezembro de 1968 (72 anos)), foi um empresário americano que fundou a Hartzell Propeller em 1917, uma empresa que produz hélices aeronáuticas.
Romert N. Hartzell estudou engenharia na Universidade de Cincinnati, mas abandonou os estudos em 1917 para ajudar seu pai em seu negócio de madeira.